# Micsoda rajzfilm!
A Micsoda rajzfilm! (eredeti cím: What a Cartoon! vagy World Premiere Toons) amerikai televíziós rajzfilmsorozat, amelyet a Cartoon Network készített, és sugárzott az 1990-es években. A sorozatban különálló rajzfilmepizódok szerepelnek, melyek közül néhány annyira elnyerte a nézők tetszését, hogy megérte saját sorozatot létrehozni neki. A Pindúr pandúrok, a Dexter laboratóriuma, a Boci és Pipi, a Johnny Bravo és a Bátor, a gyáva kutya első próbarészei is ebben a műsorban kaptak helyet. Magyar szinkron nem készült (kivéve azokat a részeket, amelyekből később magyar szinkronnal ellátott sorozat készült), de a VKFilm feliratozott három részt, amelyek megtekinthetők a YouTube-on.

## A műsorról
A Micsoda rajzfilm! projekt ötlete Fred Seiberttől származik, aki ezzel fel akarta éleszteni a karikatúrákat, és a ’40-es évek hangulatát szerette volna visszahozni.

## Epizódok
| Magyar cím                                    | Eredeti cím                                                 | Rendező                             | Bemutató           |
| --------------------------------------------- | ----------------------------------------------------------- | ----------------------------------- | ------------------ |
| 1. Pindúr pandúrok: Húsos Borzasztóni         | The Powerpuff Girls in "Meat Fuzzy Lumpkins"                | Craig McCracken                     | 1995. február 25.  |
| 2. Dexter laboratóriuma                       | Dexter’s Laboratory                                         | Genndy Tartakovsky                  | 1995. március 4.   |
| 3.                                            | Yuckie Duck in "Short Orders"                               | Pat Ventura                         | 1995. március 11.  |
| 4.                                            | Dino in "Stay Out!"                                         | Joseph Barbera                      | 1995. március 18.  |
| 5. Johnny Bravo: Gorillafutam                 | Johhny Bravo                                                | Van Partible                        | 1995. március 25.  |
| 6.                                            | Sledgehammer O’Possum in "Out and About"                    | Pat Ventura                         | 1995. április 1.   |
| 7.                                            | George and Junior in "Look Out Below"                       | Pat Ventura                         | 1995. április 8.   |
| 8.                                            | Hard Luck Duck                                              | William Hanna                       | 1995. április 15.  |
| 9.                                            | Shake & Flick in "Raw Deal in Rome"                         | Eugene Mattos                       | 1995. június 17.   |
| 10.                                           | The Adventures of Captain Buzz Cheeply in "A Clean Getaway" | Meinert Hansen                      | 1995. június 24.   |
| 11.                                           | O. Ratz with Dave D. Fly in "Rat in a Hot Tin Can"          | Jerry Reynolds                      | 1995. július 1.    |
| 12.                                           | Phish and Chip in "Short Pfuse"                             | Butch Hartman                       | 1995. július 8.    |
| 13.                                           | The Fat Cats in "Drip Dry Drips"                            | Jon McClenahan                      | 1995. július 15.   |
| 14.                                           | George and Junior’s Christmas Spectacular                   | Pat Ventura                         | 1995. július 22.   |
| 15.                                           | Yoink! of the Yukon                                         | Don Jurwich, Jerry Eisenberg        | 1995. július 29.   |
| 16.                                           | Yuckie Duck in "I’m on My Way"                              | Pat Ventura                         | 1995. augusztus 5. |
| 17.                                           | Mina and the Count: Interlude with a Vampire                | Rob Renzetti                        | 1995. november 4.  |
| 18. Boci és Pipi: ?                           | Cow and Chicken in "No Smoking"                             | David Feiss                         | 1995. november 11. |
| 19.                                           | Boid ’N’ Woim                                               | C. Miles Thompson                   | 1996. január 6.    |
| 20.                                           | Jof in "Help?"                                              | Bruno Bozzetto                      | 1996. január 13.   |
| 21.                                           | Podunk Possum in "One Step Beyond"                          | Joe Orrantia                        | 1996. január 20.   |
| 22. Pindúr pandúrok: ?                        | The Powerpuff Girls in "Crime 101"                          | Craig McCracken                     | 1996. január 27.   |
| 23.                                           | Wind-Up Wolf                                                | William Hanna                       | 1996. február 3.   |
| 24.                                           | Hillbilly Blue                                              | Butch Hartman                       | 1996. február 10.  |
| 25.                                           | The Chicken from Outer Space                                | John R. Dilworth                    | 1996. február 17.  |
| 26.                                           | Pizza Boy in "No Tip"                                       | Robert Alvarez                      | 1996. február 24.  |
| 27.                                           | Gramps                                                      | Butch Hartman                       | 1996. március 2.   |
| 28. Dexter laboratóriuma: Csokoládés sütemény | Dexter's Laboratory in "The Big Sister"                     | Genndy Tartakovsky                  | 1996. március 9.   |
| 29.                                           | Bloo's Gang in "Bow-Wow Buccaneers"                         | Mike Milo                           | 1996. március 16.  |
| 30. Királyurunk dzsungelfia gúnyában          | Jungle Boy in "Mr. Monkeyman"                               | Van Partible                        | 1996. október 12.  |
| 31.                                           | Godfrey and Zeek in "Lost Control"                          | Zac Moncrief                        | 1996. október 19.  |
| 32.                                           | Tumbleweed Tex in "School Daze"                             | Robert Alvarez                      | 1996. október 26.  |
| 33.                                           | Buy One, Get One Free                                       | Charlie Bean, Carey Yost, Don Shank | 1996. november 2.  |
| 34.                                           | The Kitchen Casanova                                        | John McIntyre                       | 1996. november 9.  |
| 35.                                           | The Ignoramooses                                            | Mike Milo                           | 1996. november 16. |
| 36. Johnny Bravo és az amazonok               | Johnny Bravo and the Amazon Women                           | Van Partible                        | 1997. január 4.    |
| 37.                                           | Phish and Chip in "Blammo the Clown"                        | Butch Hartman                       | 1997. január 11.   |
| 38.                                           | Awfully Lucky                                               | Davis Doi                           | 1997. január 18.   |
| 39.                                           | Strange Things                                              | Mike Wellins                        | 1997. január 25.   |
| 40.                                           | Snoot's New Squat                                           | Victor Ortado, Jeret Ochi           | 1997. február 1.   |
| 41.                                           | Larry and Steve                                             | Seth MacFarlane                     | 1997. február 8.   |
| 42.                                           | Sledgehammer O’Possum in "What’s Goin’ on Back There?!"     | Pat Ventura                         | 1997. február 15.  |
| 43.                                           | Zoonatics in "Home Sweet Home"                              | Joey Ahlbum                         | 1997. február 22.  |
| 44.                                           | Swamp and Tad in "Mission Imfrogable"                       | John Rice                           | 1997. március 1.   |
| 45.                                           | Dino in "The Great Egg-Scape"                               | Joseph Barbera                      | 1997. március 8.   |
| 46.                                           | Malcom and Melvin                                           | Ralph Bakshi                        | 1997. november 29. |
| 47.                                           | Tales of Worm Paranoia                                      | Eddie Fitzgerald                    | 1997. november 29. |
| 48.                                           | Babe! He… Calls Me                                          | Ralph Bakshi                        | 1997. november 29. |

## Fordítás
- Ez a szócikk részben vagy egészben  a   Co za kreskówka! című lengyel Wikipédia-szócikk ezen változatának fordításán alapul.  Az eredeti cikk szerkesztőit annak laptörténete sorolja fel. Ez a jelzés csupán a megfogalmazás eredetét és a szerzői jogokat jelzi, nem szolgál a cikkben szereplő információk forrásmegjelöléseként.
- Ez a szócikk részben vagy egészben  a   What-a-Cartoon című angol Wikipédia-szócikk fordításán alapul.  Az eredeti cikk szerkesztőit annak laptörténete sorolja fel. Ez a jelzés csupán a megfogalmazás eredetét és a szerzői jogokat jelzi, nem szolgál a cikkben szereplő információk forrásmegjelöléseként.